# السمح (عمد)

تعديل مصدري - تعديل

السمح هي إحدى قرى  بمديرية عمد التابعة لمحافظة حضرموت، بلغ تعداد سكانها 105 نسمة حسب تعداد اليمن لعام 2004.